# Station Gråsten
Station Gråsten is een station in Gråsten in het zuiden van Denemarken. Het station werd geopend in 1899 tegelijk met de opening van de Apenrader Kreisbahn. De spoorlijn tussen Sønderborg en Tinglev opende twee jaar later.
In het station is een koninklijke wachtkamer aanwezig. Omdat het koninklijk huis geen gebruik meer maakte van deze wachtkamer, was het toeristenbureau er enkele jaren gehuisvest. In 2016 werd de wachtkamer verkocht aan de gemeente Sønderborg.